# Dreistädteeinheit Gleiwitz-Hindenburg-Beuthen
Die Dreistädteeinheit Gleiwitz-Hindenburg-Beuthen war ein geplanter Zusammenschluss der Städte Gleiwitz, Hindenburg O.S. und Beuthen O.S. vor dem Hintergrund des Anschlusses des verbliebenen oberschlesischen Industriereviers an Polen.
Nach der Volksabstimmung in Oberschlesien 1921 wurde Ostoberschlesien im Jahre 1922 Polen zugeteilt. Damit verlor das Deutsche Reich den größten Teil seines oberschlesischen Industriereviers. Beim Reich verblieben die Städte Gleiwitz und Beuthen sowie der Landkreis Hindenburg, aus dem kurz darauf die gleichnamige Stadt hervorging. Nunmehr an der Grenze des Reiches liegend, gewannen die Städte an Bedeutung für die Industrie. In den Folgejahren zogen viele Industriebetriebe aus dem nun polnischen Ostoberschlesien ins deutsche Westoberschlesien. Zudem verließen viele Schlesier ihre ostoberschlesische Heimat, so dass es im deutschen Grenzgebiet zu einer Wohnungsnot kam.
Mit dem Plan zur Städteeinheit einhergehend sollten auch in den umliegenden Landkreisen neue Städte entstehen und weitere Städte ausgebaut werden.